# Club Sport Emelec (béisbol)
Emelec, es un equipo de béisbol filial del Club Sport Emelec. Es el equipo con mayor cantidad de campeonatos conseguidos en la Liga Ecuatoriana de Béisbol, con una totalidad de 23 títulos.

## Historia
El club fue fundado el domingo 28 de abril de 1929 por el norteamericano George Capwell, que llegó a Guayaquil como superintendente de la construcción de la planta de energía eléctrica, Capwell también fue unos de los primeros jugadores del equipo de beisbol con quienes ganó varios campeonatos.
Desde 1930 es el equipo que más participaciones ha tenido en el torneo ecuatoriano de béisbol. Comenzó jugando en el antiguo hipódromo, desde 1936 hasta 1938; Después se trasladó al Jockey Club, y luego al Américan Park.   
A inicios de los años 40, Emelec ya era conocido por su poderío en el béisbol a nivel nacional. En 1945 se construyó lo que inicialmente sería un diamante de béisbol. El ingeniero Pedro Manrique, superintendente de Construcciones de la Empresa Eléctrica del Ecuador Inc., se hizo cargo de su realización, logrando así que el Club Sport Emelec lidere el proceso de profesionalización del deporte. Aunque en 1947, Guayaquil fue escogido sede del Campeonato Sudamericano de Fútbol, y el Estadio Capwell se acondicionó para tal efecto y se convirtió en un estadio de fútbol.
El equipo del astillero faltó a los torneos de 1945, cuando algunos de sus jugadores formaron otro equipo llamado Cardenales, en 1958 y 1967.
Emelec ha jugado 50 torneos, y ha resurgido desde el año 2019, logrando grande triunfos, como la final de 13 a 3 logrado ante el equipo de la Universidad de Guayaquil, con lo cual se coronó campeón del Torneo Nacional Selectivo de Béisbol. y el subcampeonato de la Serie Sudamericana de Béisbol.

## Categorías
Mayores, Plantilla principal de mayores del Club Sport Emelec Béisbol.
Cachorros, Niños de 9 a 10 años de edad
Escuela A, Niños de 7 a 8 años de edad
Escuela B, Niños de 4 a 6 años de edad

## Palmarés
| Mayores | N.º | Campeonatos |
| ------- | --- | --- |
| Emelec  | 23  | 1935, 1936, 1937, 1938, 1939, 1948, 1951, 1957, 1959, 1961, 1962, 1962, 1965, 1970, 1975, 1976, 1994, 2000, 2001, 2003, 2004, 2011, 2019 |